# 1000 km Spaja 1987
1000 km Spaja 1987 je bila deveta dirka Svetovnega prvenstva športnih dirkalnikov v sezoni 1987. Odvijala se je 13. septembra 1987 na dirkališču Circuit de Spa-Francorchamps.

## Rezultati
| Poz    | Razred | Št  | Moštvo                                   | Dirkači                                            | Šasija                             | Gume | Krogi |
| Poz    | Razred | Št  | Moštvo                                   | Dirkači                                            | Motor                              | Gume | Krogi |
| ------ | ------ | --- | ---------------------------------------- | -------------------------------------------------- | ---------------------------------- | ---- | ----- |
| 1      | C1     | 6   | Silk Cut Jaguar                          | Martin Brundle Johnny Dumfries Raul Boesel         | Jaguar XJR-8                       | D    | 142   |
| 1      | C1     | 6   | Silk Cut Jaguar                          | Martin Brundle Johnny Dumfries Raul Boesel         | Jaguar 7.0L V12                    | D    | 142   |
| 2      | C1     | 5   | Silk Cut Jaguar                          | Jan Lammers John Watson                            | Jaguar XJR-8                       | D    | 141   |
| 2      | C1     | 5   | Silk Cut Jaguar                          | Jan Lammers John Watson                            | Jaguar 7.0L V12                    | D    | 141   |
| 3      | C1     | 2   | Brun Motorsport                          | Jochen Mass Oscar Larrauri                         | Porsche 962C                       | M    | 140   |
| 3      | C1     | 2   | Brun Motorsport                          | Jochen Mass Oscar Larrauri                         | Porsche Type-935 3.0L Turbo Flat-6 | M    | 140   |
| 4      | C1     | 4   | Silk Cut Jaguar                          | John Nielsen Eddie Cheever                         | Jaguar XJR-8                       | D    | 140   |
| 4      | C1     | 4   | Silk Cut Jaguar                          | John Nielsen Eddie Cheever                         | Jaguar 7.0L V12                    | D    | 140   |
| 5      | C1     | 7   | Joest Racing                             | Hans-Joachim Stuck Derek Bell Bob Wollek           | Porsche 962C                       | G    | 139   |
| 5      | C1     | 7   | Joest Racing                             | Hans-Joachim Stuck Derek Bell Bob Wollek           | Porsche Type-935 3.0L Turbo Flat-6 | G    | 139   |
| 6      | C1     | 8   | Joest Racing                             | Frank Jelinski "John Winter" Stanley Dickens       | Porsche 962C                       | G    | 138   |
| 6      | C1     | 8   | Joest Racing                             | Frank Jelinski "John Winter" Stanley Dickens       | Porsche Type-935 2.8L Turbo Flat-6 | G    | 138   |
| 7      | C1     | 61  | Kouros Racing Team                       | Mike Thackwell Jean-Louis Schlesser                | Sauber C9                          | M    | 136   |
| 7      | C1     | 61  | Kouros Racing Team                       | Mike Thackwell Jean-Louis Schlesser                | Mercedes-Benz M117 5.0L Turbo V8   | M    | 136   |
| 8      | C1     | 3   | Brun Motorsport                          | Uwe Schäfer Jésus Pareja                           | Porsche 962C                       | M    | 136   |
| 8      | C1     | 3   | Brun Motorsport                          | Uwe Schäfer Jésus Pareja                           | Porsche Type-935 2.8L Turbo Flat-6 | M    | 136   |
| 9      | C1     | 72  | Primagaz Competition                     | Pierre Yver Jürgen Lässig Bernard de Dryver        | Porsche 962C                       | G    | 135   |
| 9      | C1     | 72  | Primagaz Competition                     | Pierre Yver Jürgen Lässig Bernard de Dryver        | Porsche Type-935 2.8L Turbo Flat-6 | G    | 135   |
| 10     | C2     | 111 | Spice Engineering                        | Fermín Vélez Gordon Spice                          | Spice SE86C                        | A    | 135   |
| 10     | C2     | 111 | Spice Engineering                        | Fermín Vélez Gordon Spice                          | Ford Cosworth DFL 3.3L V8          | A    | 135   |
| 11     | C1     | 1   | Brun Motorsport                          | Walter Brun Massimo Sigala                         | Porsche 962C                       | M    | 134   |
| 11     | C1     | 1   | Brun Motorsport                          | Walter Brun Massimo Sigala                         | Porsche Type-935 2.8L Turbo Flat-6 | M    | 134   |
| 12     | C2     | 101 | Ecurie Ecosse                            | Marc Duez Mike Wilds                               | Ecosse C286                        | A    | 129   |
| 12     | C2     | 101 | Ecurie Ecosse                            | Marc Duez Mike Wilds                               | Ford Cosworth DFL 3.3L V8          | A    | 129   |
| 13     | C2     | 102 | Ecurie Ecosse                            | Ray Mallock David Leslie                           | Ecosse C286                        | A    | 128   |
| 13     | C2     | 102 | Ecurie Ecosse                            | Ray Mallock David Leslie                           | Ford Cosworth DFL 3.3L V8          | A    | 128   |
| 14     | C2     | 117 | Team Lucky Strike Schanche               | Will Hoy Martin Schanche                           | Argo JM19B                         | A    | 127   |
| 14     | C2     | 117 | Team Lucky Strike Schanche               | Will Hoy Martin Schanche                           | Zakspeed 1.9L Turbo I4             | A    | 127   |
| 15     | C2     | 118 | Olindo Iacobelli Chamberlain Engineering | Gerard Cardinaud Jean-Louis Ricci Georges Tessier  | Spice SE86C                        | A    | 123   |
| 15     | C2     | 118 | Olindo Iacobelli Chamberlain Engineering | Gerard Cardinaud Jean-Louis Ricci Georges Tessier  | Ford DFL 3.3L V8                   | A    | 123   |
| 16     | C2     | 106 | Kelmar Racing                            | Vito Veninata Pasquale Barberio                    | Tiga GC85                          | A    | 116   |
| 16     | C2     | 106 | Kelmar Racing                            | Vito Veninata Pasquale Barberio                    | Ford Cosworth DFL 3.3L V8          | A    | 116   |
| 17     | C2     | 188 | Ark Racing Ceekar                        | Lawrie Hickman Max Payne Chris Ashmore             | Ceekar 83J                         | ?    | 115   |
| 17     | C2     | 188 | Ark Racing Ceekar                        | Lawrie Hickman Max Payne Chris Ashmore             | Ford Cosworth DFV 3.0L V8          | ?    | 115   |
| 18     | C2     | 177 | Automobiles Louis Descartes              | Gérard Tremblay Dominique Lacaud Jacques Heuclin   | ALD 03                             | A    | 115   |
| 18     | C2     | 177 | Automobiles Louis Descartes              | Gérard Tremblay Dominique Lacaud Jacques Heuclin   | BMW M88 3.5L V8                    | A    | 115   |
| 19     | C2     | 178 | Automobiles Louis Descartes              | Gérard Tremblay Thierry Lecerf Bruno Sotty         | ALD 02                             | A    | 105   |
| 19     | C2     | 178 | Automobiles Louis Descartes              | Gérard Tremblay Thierry Lecerf Bruno Sotty         | BMW M88 3.5L V8                    | A    | 105   |
| 20     | C2     | 127 | Chamberlain Engineering                  | Nick Adams Ian Khan                                | Spice SE86C                        | A    | 104   |
| 20     | C2     | 127 | Chamberlain Engineering                  | Nick Adams Ian Khan                                | Hart 418T 1.8L Turbo I4            | A    | 104   |
| 21     | C2     | 123 | Charles Ivey Racing                      | John Sheldon Philippe de Henning                   | Tiga GC287                         | A    | 99    |
| 21     | C2     | 123 | Charles Ivey Racing                      | John Sheldon Philippe de Henning                   | Porsche Type-935 2.6L Turbo Flat-6 | A    | 99    |
| 22 NC  | C1     | 20  | Tiga Team                                | Tim Lee-Davey Val Musetti                          | Tiga GC87                          | D    | 89    |
| 22 NC  | C1     | 20  | Tiga Team                                | Tim Lee-Davey Val Musetti                          | Ford Cosworth DFL 3.3L Turbo V8    | D    | 89    |
| 23 DNF | C1     | 15  | Britten – Lloyd Racing                   | Mauro Baldi Jonathan Palmer                        | Porsche 962C GTi                   | G    | 103   |
| 23 DNF | C1     | 15  | Britten – Lloyd Racing                   | Mauro Baldi Jonathan Palmer                        | Porsche Type-935 2.8L Turbo Flat-6 | G    | 103   |
| 24 DNF | C2     | 181 | Dune Motorsports                         | Neil Crang Duncan Bain                             | Tiga GC287                         | A    | 80    |
| 24 DNF | C2     | 181 | Dune Motorsports                         | Neil Crang Duncan Bain                             | Rover V64V 3.0L V6                 | A    | 80    |
| 25 DNF | C1     | 10  | Porsche Kremer Racing                    | Volker Weidler Kris Nissen                         | Porsche 962C                       | Y    | 78    |
| 25 DNF | C1     | 10  | Porsche Kremer Racing                    | Volker Weidler Kris Nissen                         | Porsche Type-935 2.8L Turbo Flat-6 | Y    | 78    |
| 26 DNF | C2     | 103 | John Bartlett Racing                     | John Bartlett Tom Waring Giovanni Lavaggi          | Bardon DB1/2                       | ?    | 77    |
| 26 DNF | C2     | 103 | John Bartlett Racing                     | John Bartlett Tom Waring Giovanni Lavaggi          | Ford Cosworth DFL 3.3L V8          | ?    | 77    |
| 27 DNF | C2     | 171 | CEE Sport                                | Laurence Jacobsen Richard Jones Stefano Sebastiani | Tiga GC286                         | A    | 74    |
| 27 DNF | C2     | 171 | CEE Sport                                | Laurence Jacobsen Richard Jones Stefano Sebastiani | Ford Cosworth BDT-E 2.3L Turbo I4  | A    | 74    |
| 28 DNF | C2     | 198 | Roy Baker Promotion                      | David Andrews Mike Kimpton                         | Tiga GC286                         | A    | 54    |
| 28 DNF | C2     | 198 | Roy Baker Promotion                      | David Andrews Mike Kimpton                         | Ford Cosworth DFL 3.3L V8          | A    | 54    |
| 29 DNF | C2     | 114 | Team Tiga Ford Denmark                   | Thorkild Thyrring Peter Elgaard                    | Tiga GC287                         | A    | 38    |
| 29 DNF | C2     | 114 | Team Tiga Ford Denmark                   | Thorkild Thyrring Peter Elgaard                    | Ford Cosworth BDT-E 2.3L Turbo I4  | A    | 38    |
| 30 DNF | C2     | 121 | Cosmic GP Motorsport                     | Costas Los Dudley Wood                             | Tiga GC287                         | G    | 38    |
| 30 DNF | C2     | 121 | Cosmic GP Motorsport                     | Costas Los Dudley Wood                             | Ford Cosworth DFL 3.3L V8          | G    | 38    |
| 31 DNF | C2     | 140 | Gebhardt Motorsport                      | Günther Gebhardt Walter Lechner Ernst Franzmaier   | Gebhardt JC873                     | ?    | 19    |
| 31 DNF | C2     | 140 | Gebhardt Motorsport                      | Günther Gebhardt Walter Lechner Ernst Franzmaier   | Audi 2.1L Turbo I5                 | ?    | 19    |
| 32 DNF | C2     | 200 | Manfred Dahm Racing Team                 | Patrick de Radigues Kenneth Leim                   | Argo JM19                          | G    | 4     |
| 32 DNF | C2     | 200 | Manfred Dahm Racing Team                 | Patrick de Radigues Kenneth Leim                   | Porsche Type-930 3.2L Turbo Flat-6 | G    | 4     |

## Statistika
- Najboljši štartni položaj - #61 Kouros Racing Team - 2:04.040
- Najhitrejši krog - #61 Kouros Racing Team - 2:09.300
- Povprečna hitrost - 164.337 km/h